# Pedro Munhoz
Pedro Munhoz (Barra do Ribeiro, 16 de fevereiro de 1961) é um cantor, violonista e trovador brasileiro.

## Destaques na carreira
Em 1999, a canção Procissão dos Retirantes foi a vencedora do 1° Festival Nacional da Reforma Agrária, realizado em Palmeira das Missões (RS).
Em 2012 criou o jingle de apoio do MST brasileiro à campanha de reeleição de Hugo Chavez à presidência da Venezuela, nas eleições daquele ano.
Em 2013, a música Canção da Terra, de sua autoria e regravada pelo grupo O Teatro Mágico, tornou-se a primeira música de livre distribuição e gestão de obra feita pelo autor a fazer parte de uma trilha sonora de telenovela (Flor do Caribe, da Rede Globo).

## Discografia
- Pedro Munhoz - Encantoria ao vivo
- Cantigas de Andar Só
- Pátria Mundo
- Pedro Munhoz - Coletânea - Vol. 1
- Pedro Munhoz - Caminhador ao vivo
- Pedro Munhoz - Coletânea - Vol. 2
- Dez Canções Urgentes